# إدارة الانطباع
إدارة الانطباع، عملية قد تكون شعورية أو لا شعورية يحاول الأفراد بموجبها التأثير على آراء الآخرين بخصوص شخصياتهم أو شيءٍ ما أو حدثٍ ما من خلال تنظيم وضبط المعطيات في التواصل الاجتماعي. أول مَن ذكر المفهوم هو عالم الاجتماع إيرفينغ غوفمان في كتابه «تسويق الذات في الحياة اليومية» الصادر في العام 1959، ثمّ وسّع العمل على المفهوم في 1967.
يُنظر إلى كرة القدم كمثال عمليّ في الرياضة على نظرية إدارة الانطباع. ففي حالة مباريات الناشئين، وإذا كانت المباراة ذات أهمية كبيرة، يلجأ اللاعب إلى إبراز مهارته بأفضل ما يمكنه لاحتمال وجود بعض مدرّبي فِرَق الجامعات في مقاعد المتفرّجين في المباراة بحثاً عن لاعبين جدد. وهكذا يحرص اللاعب على ارتداء حذاءٍ رياضي بألوان صارخة، ويميل إلى استعراض مواهبه الرياضية. في هذه الحالة، قد لا يكون الفوز في المباراة ذاتها هو الهدف الرئيسي للاعب اليافع، بل ينصبّ اهتمامه على إثارة إعجاب مدرّبي فِرق الجامعة، لزيادة فرص اختياره.
يُستعمل مفهوم إدارة الانطباع أحياناً بشكلٍ مماثلٍ لتقديم الذات أو تسويقها، وهو في جوهره محاولة الفرد التأثير على فكرة الآخرين عنه. في بدايات تطبيق المفهوم، نُفّذ على التفاعل المباشر وجهاً لوجه، ثم جرى توسيعه ليشمل التواصل عبر الكمبيوتر. يُطبّق مفهوم إدارة الانطباع في مجالات أكاديمية مثل علم النفس وعلم الاجتماع وبعض الميادين العملية مثل تواصل الشركات ووسائل الإعلام.

## الخلفية
وضع عالم الاجتماع إيرفينغ غوفمان الأسس المحدّدة لمفهوم إدارة الانطباع في كتابه «تسويق الذات في الحياة اليومية». وفقاً لنظرية إدارة الانطباع، فإن الفرد باندفاعه لتحقيق أهدافه الخاصة، يسعى لتغيير فكرة الآخرين عنه. بمعنى آخر، تتمحور النظرية حول رغبة الأفراد في تسويق أنفسهم، ولكن بطريقةٍ تُرضي حاجاتهم وأهدافهم. قدّم غوفمان «اقتراحاً يتمثّل بالتركيز على الكيفية التي يقدّم بها الأفراد أنفسهم في ظروف العمل اليومية ومن خلال ذلك ماهية ما يقومون به للتأثير على الآخرين»، ولهذا السبب فقد «كان مهتماً بشكل خاص بآليّة إدارة الفرد وضبطه لانطباعات الآخرين عنه وما قد يقوم به ذلك الفرد خلال كل هذا».

## النظرية

### الدوافع
يُمكن التعرّف على طيفٍ واسع من العوامل التي تحكُم إدارة الانطباع. كما يُمكن القول إن إدارة الانطباع توجد ما دام هناك ظرف اجتماعي حقيقي أو مُتخيّل. من ناحية منطقية، ثمة أهمية كبرى لإدراك الفرد أنّه سيكون محطّ المراقبة. علاوة على ذلك، لخصائص الظرف الاجتماعي المُعطى أهمية أيضاً. ومن ناحية أكثر تحديداً، تحكم المعايير الثقافية صحة السلوكيات غير الكلامية. ينبغي على الأفعال أن تنحكم لما يراه الجمهور المستهدف صواباً، وضمن ثقافتهم؛ ولهذا السبب بالذات يؤثر نوع الجمهور ومدى القُرب منهم على الطريقة التي تتحقّق بها إدارة الانطباع. من جهة أخرى، يُنظر إلى أهداف الفرد نفسه على أنها عاملٌ مهمّ يوجّه أساليب واستراتيجيات إدارة الانطباع. يُشير هذا إلى محتوى التأكيد، والذي يؤدي بدوره إلى أساليب محددة لتقديم وإبراز جوانب مختلفة من النفس. يحدد مدى الاكتفاء الذاتي قناعةَ الفرد بخصوص إمكانية توصيل الانطباع المرجو إيصاله للآخرين.
خلصت دراسة حديثة إلى أن الأفراد -بغض النظر عن التكافؤ في سائر الأشياء- يميلون إلى ملاحظة الوجوه المرتبطة بالشائعات السلبية أكثر من غيرها ذات الارتباطات الحيادية أو حتى الإيجابية. تُضيف الدراسة نتائجها إلى دراسات سبقتها تُظهِر أن الإدراك البشري لا يتّصف بالموضوعية حينما يُصاغ من خلال عمليات ذهنية لا شعوريّة تحدّد ما «يختار» رؤيته أو تجاهله من أشياء، حتى قبل أن يعي وجودها. تضاف هذه النتائج إلى فكرة أن العقل تطوّر بطريقةٍ تجعله حساساً تجاه «الأشخاص سيئي الخُلق» أو المخادعين، وغيرهم من البشر الذين يُقيّضون الحياة الاجتماعية بالخداع أو السرقة وغيرها من السلوكيات العدائية.
هناك العديد من الأساليب لتسويق الذات، بما فيها الإفصاح عن الذات (وهي عملية تحديد ما يميّزك كفردٍ عن الآخرين)، إدارة المظهر (محاولة الانتماء لمكانٍ ما)، التودّد، مواءمة التصرّفات (جعل تصّرفات المرء تبدو مفهومة أو أكثر جاذبية)، والتغيير (فرض هُويّات على الآخرين). يُعتبر الحفاظ على نسخة من تسويق الذات المقبولة بشكلٍ عام أمراً جاذباً كونه يساعد الأفراد على زيادة رأس مالهم الاجتماعي، ويطبّق الأفراد هذه الاستراتيجية في فعاليات التواصل. كما يمكن استعمال هذه الوسائل الخاصة بتسويق الذات على مستوى الشركات كإدارة الانطباع.

### تسويق الذات
تسويق الذات أو تقديم الذات هو عبارة عن إيصال الفرد معلومات عن نفسه -أو صورة عن ذاته- للآخرين. هناك نوعان محفزّان من تسويق الذات:
- التقديم المقصود به مطابقة الفرد صورته عن ذاته.
- التقديم المُراد به مطابقة توقّعات الجمهور المستهدف وتخميناته.[9]

على تسويق الذات أن يكون معبّراً. يبني الأفراد صورة عن ذواتهم ليحوزوا على هوية خاصة بهم، ويقدمون أنفسهم بطريقةٍ متّسقة مع تلك الصورة. إذا أحسوا بأنها مكبّلة، عادةً ما يُظهِرون مقاومةً أو يصبحون أكثر تحدياً، ويحاولون فرض حريتهم ضد رغبة أولئك الذين يريدون تكبيل حرية التعبير عن تسويق الذات. المثال الأشهر عن هذه الدينامية النفسية هو حالة «ابنة الواعظ»، والتي يؤدّي الكبت الذي يُمارَس على هويتها ومشاعرها الشخصية إلى خلقِ ردّ فعلٍ عنيف لديها ضدّ عائلتها والمجتمع ككلّ.
- التفاخر: يشير عالم النفس الأمريكي تيودور ميلون إلى أن الأفراد المنخرطين في تقديم الذات يُجابِهون تحدياً لموازنة التفاخر من خلال تسويق مفرطٍ للذات ضدّ النيل من سمعتهم، أو الانكشاف، أو إثبات خطأهم. عادةً ما يكون لدى الأفراد قدرة محدودة على إدراك كيفية تأثير مساعيهم على قبول الآخرين بهم وميلهم نحوهم.[10]
- التملّق: التملّق أو المديح لزيادة الجاذبية الاجتماعية.[11]
- الترهيب: إظهار الغضب بطريقةٍ عدائية لدفع الآخرين إلى سماع وإطاعة مطالب الفرد.[12]

يمكن لتسويق الذات أن يوظّف استراتيجيات دفاعية أو توكيديّة (وأحياناً تُسمّى الوقائية مقابل الاكتسابية). تضمّ الاستراتيجيات الدفاعية سلوكيات مثل تجنّب الظروف الخطيرة أو وسائل تعويق الذات، بينما تشمل الاستراتيجيات التوكيديّة السلوكيات الأكثر نشاطاً مثل إضفاء المثالية على الذات لفظياً، واستخدام رموز المكانة، وغيرها من السلوكيات.
تؤدي هذه النشاطات دوراً مهماً في حفاظ الفرد على تقدير الذات. يتأثر تقدير ذات الفرد بتقييمه الخاص لأدائه وإدراكه لكيفية رد فعل الآخرين على أدائه. نتيجةً لذلك، يحرص الأفراد على خلق انطباعات تؤدي إلى ردود فعلٍ لدى الآخرين تعزّز من تقدير ذواتهم.

### التواصل الاجتماعي
يذكر غوفمان في كتابه «طقوس التواصل» الصادر في العام 1967، أن الأفراد ينخرطون في التفاعلات الاجتماعية من خلال أداء «جملة سيناريو» أو «نمط أدوار كلامية أو غير كلامية»، يخلقها الفاعِل الاجتماعي ويحافظ عليها بالتشارك مع جمهوره. من خلال تقديم الدور بطريقة فاعلِة، يكتسب الفرد قيمةً اجتماعية تُسمّى «ماء الوجه». يعتمد نجاح التواصل الاجتماعي على مقدرة الفاعِل الاجتماعي على الحفاظ على ماء الوجه. بالنتيجة ينبغي على الفرد أن يُظهِر نوعاً من الشخصية يخوّله ليصبح «شخصاً يمكن الاعتماد عليه للبقاء كمتفاعل اجتماعي، مستعدّ للتواصل، وللتصرف بطريقة لا تجعل الآخرين يشعرون بالخطر عند تقديم أنفسهم له كمتفاعلين اجتماعيين». يحلّل غوفمان كيف أن الإنسان في «ظروف العمل العادية يقدّم نفسه ونشاطه مع الآخرين، والأساليب التي يحكم بها ويضبط الانطباعَ الذي يأخذه الآخرون عنه، ونوع الممارسات التي قد يلجأ إليها للحفاظ على أدائه أمامهم».
ثم اتجه غوفمان للتركيز على كيفية تقديم الأفراد أنفسهم ظاهرياً في التواصل الاجتماعي، قائلاً: «مما لا شك فيه أن البُعد الاجتماعي لإدارة الانطباع يمتدّ وراء المكان والزمان المحددين للتفاعل المقتصر على مكان العمل». إدارة الانطباع هي «نشاط اجتماعي ذو مضامين ترتبط بالفرد والمجتمع على حد سواء». قد ندعوها «الفخر» عندما يُظهِر الفرد سلوكاً خيّراً نابعًا من التزامٍ نحو نفسه، وقد ندعوها «الشرف» عندما «يقوم بذلك انطلاقاً من حسّه بالمسؤولية تجاه الوحدات الاجتماعية الأكبر».
في مقاربة أخرى للمعايير الأخلاقية، يتابع غوفمان طرحه لمفهوم «قواعد السلوك»، والتي «قد يُنظر إليها على أنها التزامات أو قيود أخلاقية». قد تكون هذه القواعد أساسية (تشمل القوانين، الفضائل، والأخلاق) أو اعتبارية (تشمل الإتيكيت الاجتماعي). تؤدي قواعد السلوك دوراً جوهرياً عندما تكون العلاقة «لا تناظرية وتتخذ توقّعات أحد طرفي العلاقات نحو الآخر شكلاً هرمياً».